# Türksat 6A
Türksat 6A est un satellite de télécommunications turc, lancé avec succès le 8 juillet 2024 par une Falcon 9 depuis le SLC-40 de la Base de lancement de Cap Canaveral. C'est le premier satellite turc de fabrication entièrement nationale.